# 奥基亚塔纳
奥基亚塔纳（法語：Occhiatana，法語發音：[ɔkjatana]）是法国上科西嘉省的一个市镇，属于卡尔维区。

## 地理
奥基亚塔纳（42°34'27"N, 9°0'32"E）面积12.62 平方千米，位于法国上科西嘉省，该省份位于科西嘉北部，后者为地中海西部的一座岛屿，也是法国的一个单一领土集体，位于法国大陆部分的东南面，意大利半島的西面，最临近的地块是撒丁岛。
与奥基亚塔纳接壤的市镇（或旧市镇、城区）包括：贝尔戈代尔、科斯塔、奥尔米-卡佩拉、皮奥焦拉。

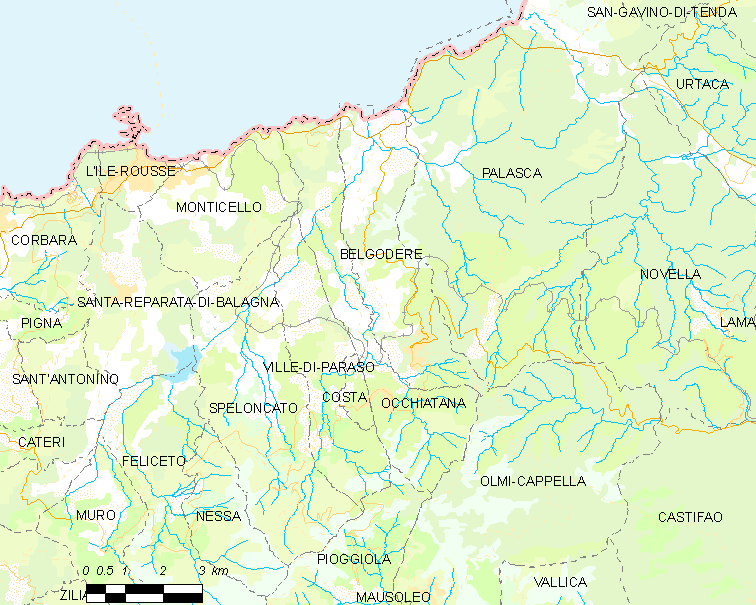
奥基亚塔纳的OSM定位图

奥基亚塔纳的时区为UTC+01:00、UTC+02:00（夏令时）。

## 行政
奥基亚塔纳的邮政编码为20226，INSEE市镇编码为2B182。

## 政治
奥基亚塔纳所属的省级选区为利勒鲁斯县。

## 人口

1962-2008年间奥基亚塔纳人口变化图示

奥基亚塔纳于2022年1月1日时的人口数量为245人。